# DevilDriver
DevilDriver é uma banda de death metal melódico e metalcore da Califórnia, Estados Unidos. A banda foi criada por Dez Fafara, vocalista da banda de nu metal Coal Chamber. Dez iniciou o DevilDriver devido ter problemas internos com o guitarrista Meegs Rascon, e fundou o DevilDriver com influências do death metal melódico e o groove metal.
A banda no começo se chamava Deathride, porém, devido a várias bandas já existentes com o nome, Dez decidiu trocar para o nome "Devildriver", por sugestão de sua esposa. O nome foi achado em um livro de bruxaria Shtriga que em português significa (Motorista do Diabo).[carece de fontes?]

## Membros
- Dez Fafara - vocal (Coal Chamber)
- Mike Spreitzer - guitarra solo
- Neal Tiemann - guitarra base (ex-Chimaira)
- Patrick Mike - baixo
- Austin D'Amond - bateria (ex-Chimaira)

Ex-integrantes
- Jeff Kendrick - guitarra base
- John Boecklin - bateria

## Discografia
- DevilDriver (2003)
- The Fury of Our Maker's Hand (2005)
- The Last Kind Words (2007)
- Pray For Villains (2009)
- Beast (2011)
- Winter Kills (2013)
- Trust No One (2016)
- Outlaws ‘Til The End Vol.1 (2018)

## Videografia
Videoclipes
- I Could Care Less (do álbum DevilDriver)
- Nothing's Wrong (do álbum DevilDriver)
- Hold Back The Day (do álbum The Fury of Our Maker's Hand)
- End Of The Line (do álbum The Fury of Our Maker's Hand)
- Not All Who Wander are Lost (do álbum The Last Kind Words)
- Clouds Over California (do álbum The Last Kind Words)
- Pray For Villains (do álbum "Pray for Villains")
- Dead to Rights (do álbum "Beast")
- My Night Sky (do álbum Trust No one)
- Daybreak (do álbum Trust No one)
- Trust No One (do álbum Trust No one)